# Wilhelm von Kaufmann
Wilhelm Eduard Carl Richard Ritter von Kaufmann-Asser (* 16. Mai 1888 in Berlin; † 21. Oktober 1959 ebenda) war ein deutscher Arzt und Filmproduzent.

## Leben
Der gebürtige Berliner, Sohn des Kunstsammlers und Geheimen Regierungsrats im Finanzministerium Richard von Kaufmann, hatte nach dem Besuch eines humanistischen Gymnasiums in seiner Heimatstadt Medizin studiert und mit dem Staatsexamen abgeschlossen. Als approbierter Arzt führte er zunächst seine eigene Praxis und avancierte später zum Leiter des Sanatoriums Wiggers Kurheim in Partenkirchen. Sein Bruder war der Diplomat Heinrich von Kaufmann-Asser.
Kurz nach Ende des Ersten Weltkriegs lernte er den Stummfilmstar Henny Porten kennen und heiratete sie am 24. Juli 1921. Zuvor hatte er am 7. Oktober 1915 in erster Ehe Lisbeth Oloff (* 7. Januar 1895 in Bremen) in Bremen geheiratet; die Ehe wurde am 16. Juni 1921 in München geschieden. Kaufmann beendete vorübergehend seine Tätigkeit als Arzt und wurde Leiter der Produktionsfirma seiner Frau, der Henny-Porten-Film GmbH Berlin. In den folgenden zehn Jahren (bis 1931), in denen Henny Porten noch einmal eine beträchtliche Anzahl an Filmerfolgen aufweisen konnte, übernahm Kaufmann die Funktion eines Produzenten bzw. Produktionsleiters.
Infolge der Machtübernahme durch die Nationalsozialisten wurde Wilhelm von Kaufmann als „Halbjude“ mit Berufsverbot belegt. Trotz Drucks seitens der Goebbels-Behörde auf seine Frau weigerte sich Henny Porten bis zuletzt beharrlich, sich von Kaufmann scheiden zu lassen und musste daraufhin einen beträchtlichen Karriereeinbruch hinnehmen.
Nach Kriegsende arbeitete von Kaufmann im schleswig-holsteinischen Ratzeburg in einem Behelfskrankenhaus für ostdeutsche Flüchtlinge, zeitweise mit seiner als Schauspielerin unterbeschäftigten Frau als Hilfskraft. Seit 1957 wieder in Berlin ansässig, lebte das Ehepaar die verbleibenden Lebensjahre in wirtschaftlich äußerst schwierigen Verhältnissen.

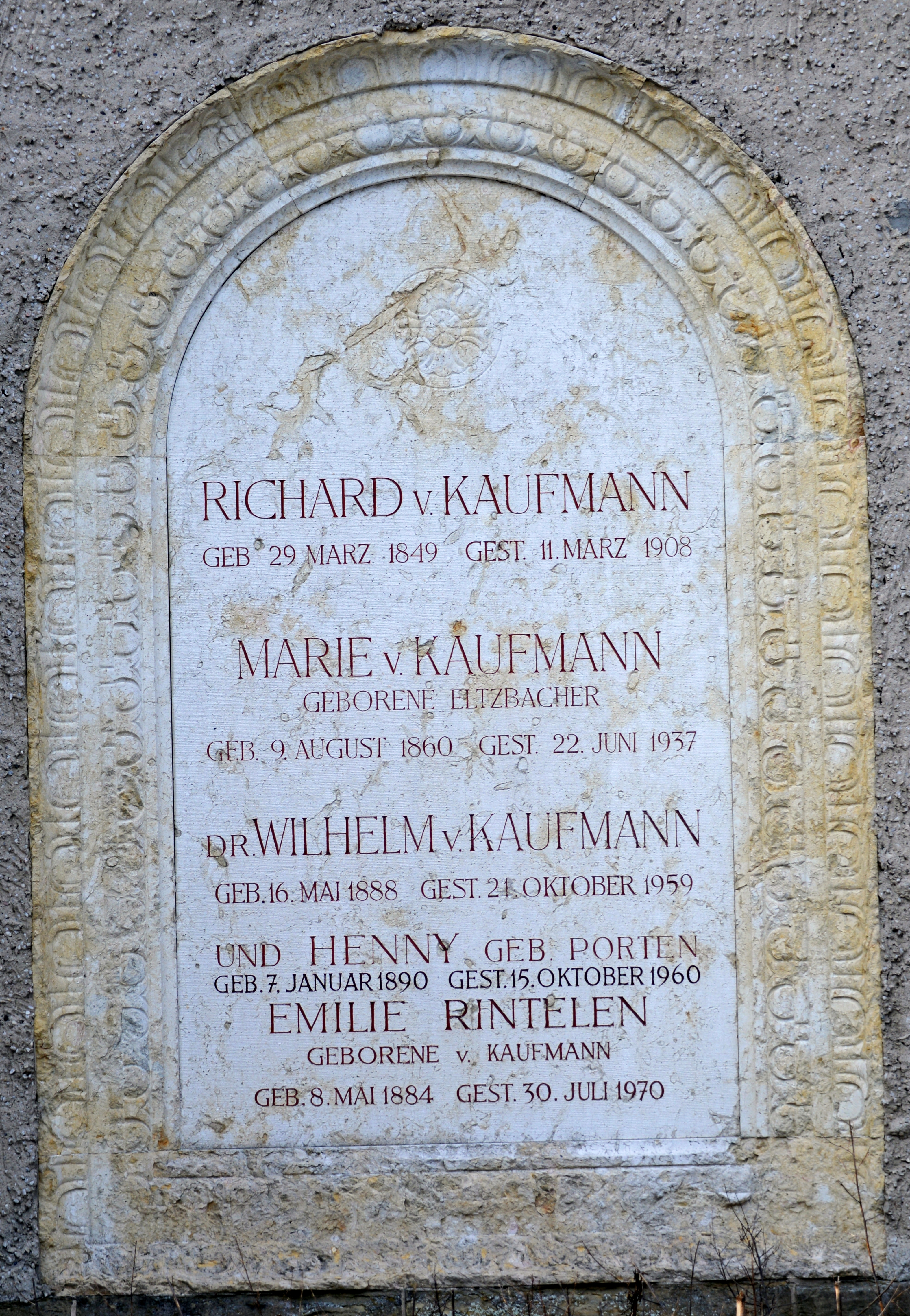
Inschriftentafel für Mitglieder der Familie Kaufmann an der Kapelle des KWG-Friedhofs

Wilhelm von Kaufmann starb 1959 im Alter von 71 Jahren in Berlin. Beigesetzt wurde er in der Gruft der Familie Kaufmann im Untergeschoss der Friedhofskapelle auf dem Kaiser-Wilhelm-Gedächtnis-Friedhof in Charlottenburg (heutiger Ortsteil Berlin-Westend). Hier hatten zuvor bereits seine Eltern Richard (1849–1908) und Marie von Kaufmann geb. Eltzbacher (1860–1934) ihre letzte Ruhestätte gefunden. Später wurden an gleicher Stelle auch seine Gattin Henny Porten (1890–1960) und seine Schwester Emilie Rintelen geb. von Kaufmann (1884–1970) beigesetzt. Nur eine einfache Inschriftentafel mit Ornamentrahmung an der Südmauer der Kapelle erinnert an die Toten der Familie Kaufmann.

## Filmografie
- 1921: Hintertreppe
- 1921: Die Geierwally
- 1921: Frauenopfer
- 1922: Sie und die Drei
- 1923: Inge Larsen
- 1924: Kammermusik
- 1925: Das Abenteuer der Sybille Brant
- 1925: Tragödie
- 1926: Rosen aus dem Süden
- 1926: Wehe, wenn sie losgelassen
- 1926: Die Flammen lügen
- 1927: Violantha
- 1927: Meine Tante – Deine Tante
- 1927: Die große Pause
- 1928: Liebe und Diebe
- 1928: Lotte
- 1928: Zuflucht
- 1928: Liebe im Kuhstall
- 1929: Die Frau, die jeder liebt, bist Du!
- 1929: Mutterliebe
- 1929: Die Herrin und ihr Knecht
- 1930: Skandal um Eva
- 1930: Kohlhiesels Töchter
- 1931: 24 Stunden aus dem Leben einer Frau
- 1931: Luise, Königin von Preußen